# Lupulești
Lupulești – wieś w Rumunii, w okręgu Alba, w gminie Bucium. W 2011 roku liczyła 36 mieszkańców.